# Akodon glaucinus
Akodon glaucinus es una especie de roedor de pequeño tamaño del género Akodon de la familia Cricetidae, cuyos integrantes son denominados comúnmente ratones. Habita en el noroeste del Cono Sur de Sudamérica. 

## Taxonomía
Esta especie fue descrita originalmente en el año 1919 por el zoólogo británico Thomas.
Caracterización y relaciones filogenéticas
Akodon glaucinus fue tratada como subespecie de Akodon varius (Akodon varius glaucinus) y de Akodon simulator (Akodon simulator glaucinus). Sin embargo, un estudio efectuado en el año 2008 que investigó las relaciones filogenéticas y evolutivas entre los linajes del género Akodon, examinando datos de la secuencia de nucleótidos del citocromo-b del gen mitocondrial, arrojó como resultado que es una buena especie.
Akodon glaucinus pertenece al grupo de especies “Akodon simulator” o “clado selva de yungas”, junto con A. simulator, A. tartareus y A. varius.

## Distribución geográfica
Este roedor es endémico de Chumbicha, provincia de Catamarca, en el noroeste de la Argentina.